# Einar Kördel
Einar Reinhold Kördel, född 28 mars 1903 i Filipstad, Värmlands län, död 11 juni 1980 i Olofstorp, Bergums församling, Göteborgs och Bohus län,  var en svensk ombudsman.
Einar Kördel var son till häradsskrivaren Frans Svensson. Han avlade studentexamen i Karlstad 1922, blev juris kandidat vid Stockholms högskola 1927 och utexaminerade från Handelshögskolan i Stockholm 1928. Efter tingstjänstgöring i Karlstad var han amanuens i Handelsdepartementet 1931–1937, i Statens reservförrådsnämnd 1937 och hos handelskammaren i Göteborg 1938–1943. Han var direktör i Statens handelskommission 1939–1943 (ledamot från 1943) och var från 1943 VD i Sveriges grossistförbund och därutöver ordförande eller ombudsman i flera till förbundet anslutna organisationer. Kördel var delegat vid den internationella handelskonferensen i USA 1944 och deltog i åtskilliga handelsavtalsförhandlingar med utlandet. I Göteborg var han ordförande i kristidsstyrelsen och sekreterare i handels- och sjöfartsnämnden samt ledamot av styrelsen för Göteborgs handelshögskola och för Filip Holmqvists handelsinstitut. Kördel var bland annat ledamot av Statens krigsförsäkringsnämnd.

### Webbkällor
- Kördel, Einar i Svenska män och kvinnor (1948)